# Film a sketch
Il film a sketch è una tipologia di film cinematografico che consiste in più storie che ruotano attorno ad un tema comune (per contenuto o forma).

## Caratteristiche
Le diverse accezioni del termine film a sketch differiscono secondo i casi e le fonti e i critici non sono d'accordo sulla definizione.

Un film a sketch può essere un'opera collettiva (ciascun segmento è realizzato da un cineasta differente) ma esistono anche film a sketch interamente realizzati da un solo regista, come ad esempio Tutto quello che avreste voluto sapere sul sesso* *ma non avete mai osato chiedere di Woody Allen o Ieri, oggi, domani di Vittorio De Sica.

Nonostante la grande maggioranza dei film a sketch siano comici, questo non è certo un obbligo.

Il termine sta ad indicare episodi e mediometraggi in genere, all'interno di una singola opera. In generale, i singoli sketch sono tra loro indipendenti (le loro storie non sono legate e i personaggi sono, il più delle volte, differenti). Non di meno, il termine si usa talvolta per indicare film dove le scene sono costruite da sequenze più o meno autonome, pur esistendo un filo conduttore per tutto il film. È per esempio il caso di Le vacanze del signor Hulot o di Taxidermie.

## Filmografia parziale
- Per sempre e un giorno ancora (1943)
- Ro.Go.Pa.G. (1963)
- Parigi di notte (1965)
- Oggi, domani, dopodomani (1965)
- Tre passi nel delirio (1968)
- E ora qualcosa di completamente diverso (1971)
- The Best of Benny Hill (1974)
- I nuovi mostri (1977)
- Paris vu par... vingt ans après (1984)
- New York Stories (1989)
- Lumière et compagnie (1995)
- Four Rooms (1995)
- Ten Minutes Older: The Trumpet (2002)
- 11 settembre 2001 (2002)
- Visions of Europe (2004)
- Eros (2004)
- All the Invisible Children (2005)
- Tickets (2005)
- Paris, je t'aime (2006)
- I mostri oggi (2009)